# Округ Насо (Њујорк)
Округ Насо (енгл. Nassau County) је округ у америчкој савезној држави Њујорк. По попису из 2010. године број становника је 1.339.532.

## Демографија
Према попису становништва из 2010. у округу је живело 1.339.532 становника, што је 4.988 (0,4%) становника више него 2000. године.
| Група             | 2000.           | 2010.           |
| Белци             | 986.947 (74,0%) | 877.309 (65,5%) |
| Афроамериканци    | 134.673 (10,1%) | 149.049 (11,1%) |
| Азијати           | 63.140 (4,7%)   | 102.266 (7,6%)  |
| Хиспаноамериканци | 133.282 (10,0%) | 195.355 (14,6%) |
| Укупно            | 1.334.544       | 1.339.532       |